# 456627 Cristianmartins
456627 Cristianmartins este o planetă minoră (asteroid) din centura de asteroizi. A fost descoperită pe 21 mai 2007 la Charleston⁠(d) de Astronomical Research Observatory, Charleston⁠(d). 
Obiectul prezintă o orbită caracterizată de o semiaxă mare de 2,7769398419426 UAi, o excentricitate de 0,11, o înclinație de 10,2 ° în raport cu ecliptica.